# Iglesia de Santa María (Galdácano)
La iglesia de Andra Mari sita en Galdácano (Vizcaya, España) se encuentra situada en la zona alta de la localidad, en un rellano de las estribaciones de la sierra de Ganguren. La pequeña barriada de Elexalde en la que se asienta tiene un carácter diseminado. Una explanada preside el acceso al templo.
El edificio consta de dos partes bien diferenciadas históricamente. La primera construcción, del siglo XIII avanzado, es de transición del románico al gótico y corresponde con los dos tramos situados a los pies. La segunda fase, la reforma renacentista, del siglo XVI, se aprecia en la cabecera y el crucero. Otras fases constructivas, de carácter más puntual, afectan al cuerpo superior de campanas, la sacristía y al pórtico.
Algunos autores creen que la iglesia fue construida sobre otra edificación anterior, probablemente del siglo XII, pues aparecen modillones y canecillos de esta época.
En los muros pueden verse cuatro tramos separados por contrafuertes y cabecero rectangular. El testero, que dispone de cuerpo de campanas superior, y los dos últimos tramos son de igual anchura. El gótico primitivo se manifiesta en los arcos apuntados, los capiteles y las altas basas. La fábrica es de sillería regular, con contrafuertes exteriores. Adosado al último tramo se encuentra el cuerpo de escaleras, de forma poligonal, que permite acceder a la entrecubierta.
Los dos tramos del altar forman un gran rectángulo, más ancho, con columnas intermedias, que le dan el aspecto de un doble crucero con un pequeño ábside recto.
En la fachada norte se observan dos accesos, uno de ellos muy sencillo y el otro con moldura y baquetón sobre columnas simples, con capiteles muy erosionados. En el alzado oeste quedan restos de canecillos cuya iconografía recuerda a la portada principal. También, bajo los huecos de campanas actuales, pueden verse tres huecos tapados. El remate superior de este muro es un frontón triangular.

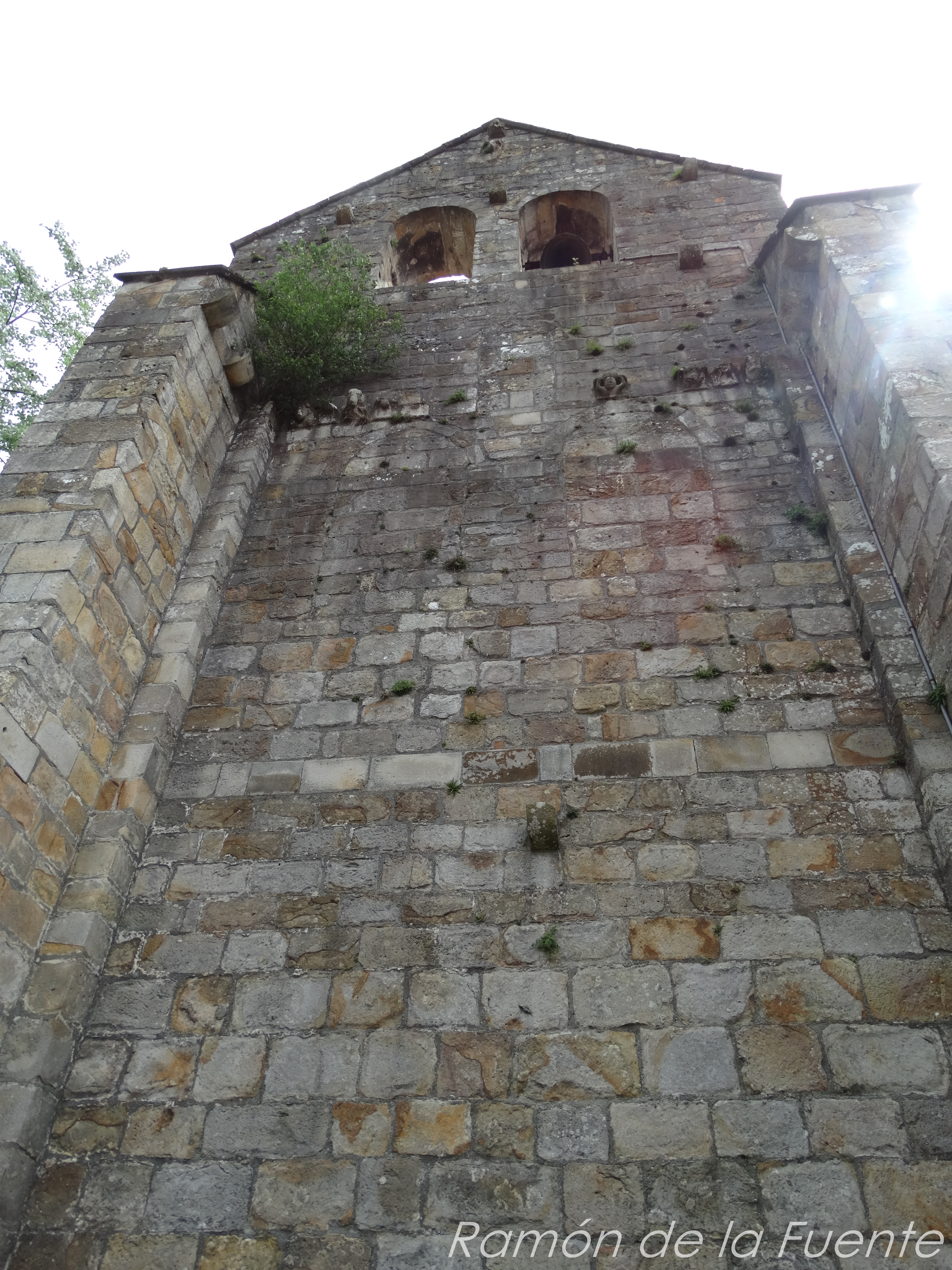
Debajo del campanario se pueden observar los capiteles erosionados por el tiempo además de observar unas ventanas románicas tapiadas.

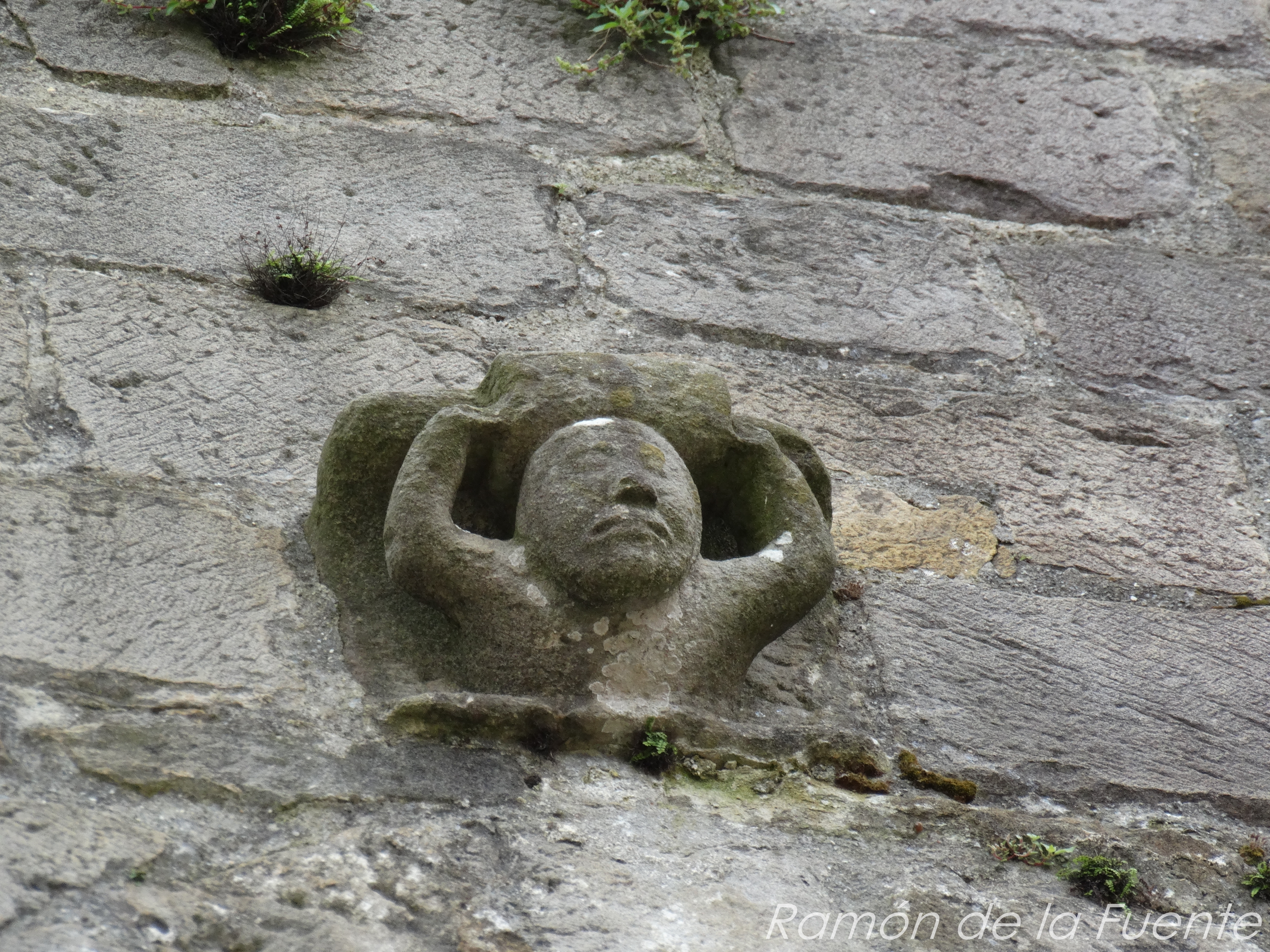
Vista de distintos capiteles erosionados por el tiempo

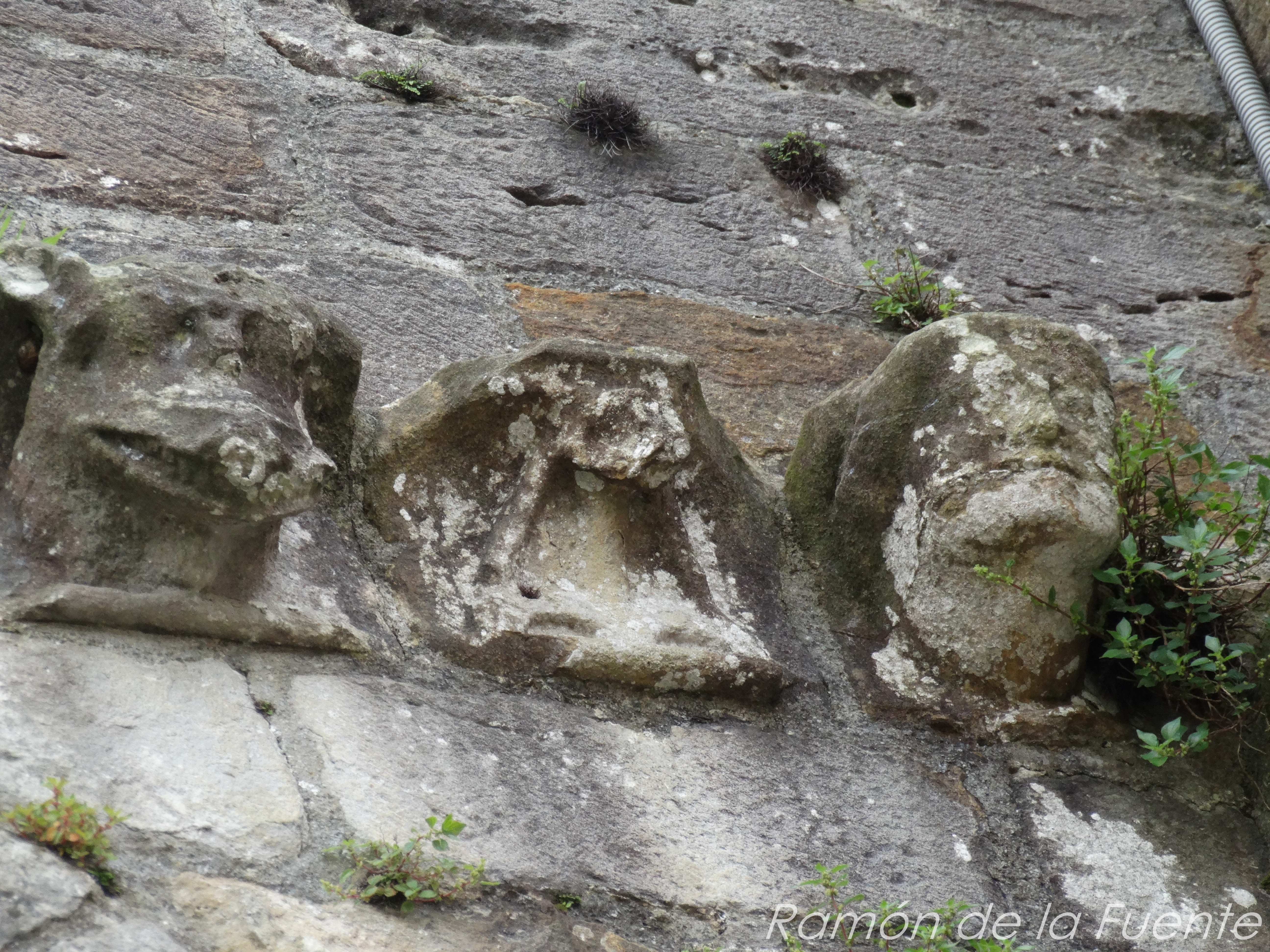
Vista de distintos capiteles erosionados por el tiempo

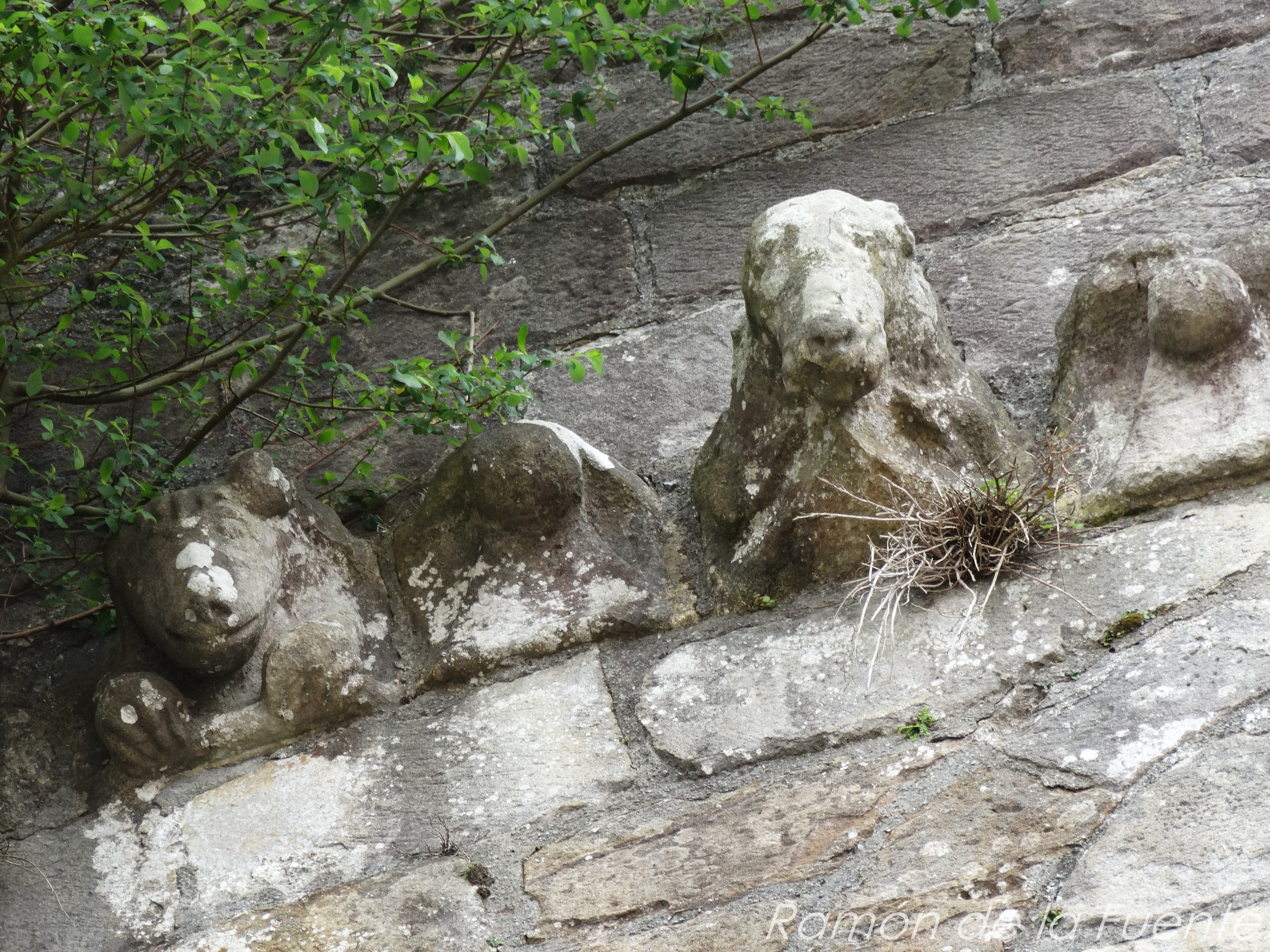
Vista de distintos capiteles erosionados por el tiempo

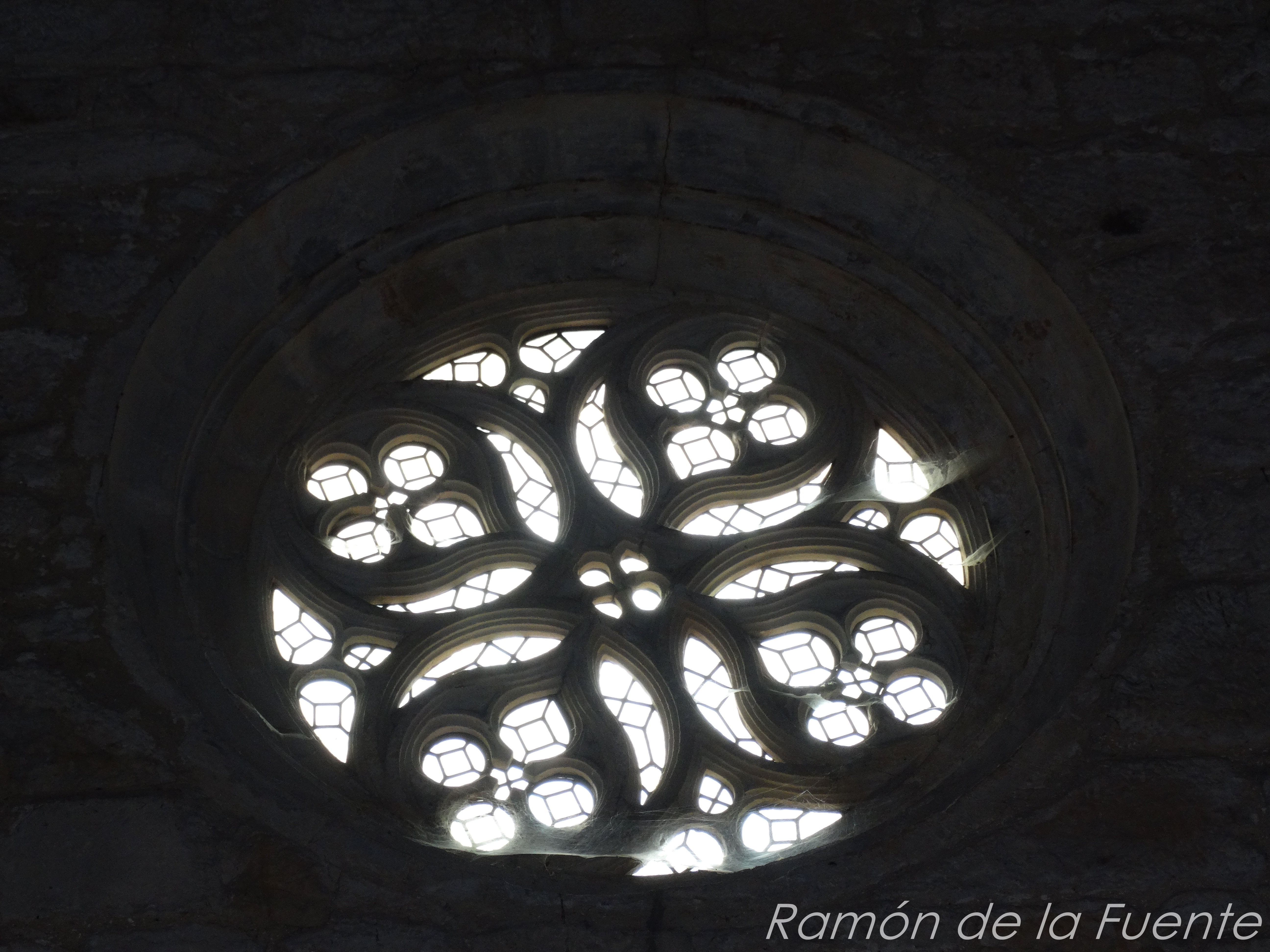
Vidriera gótica

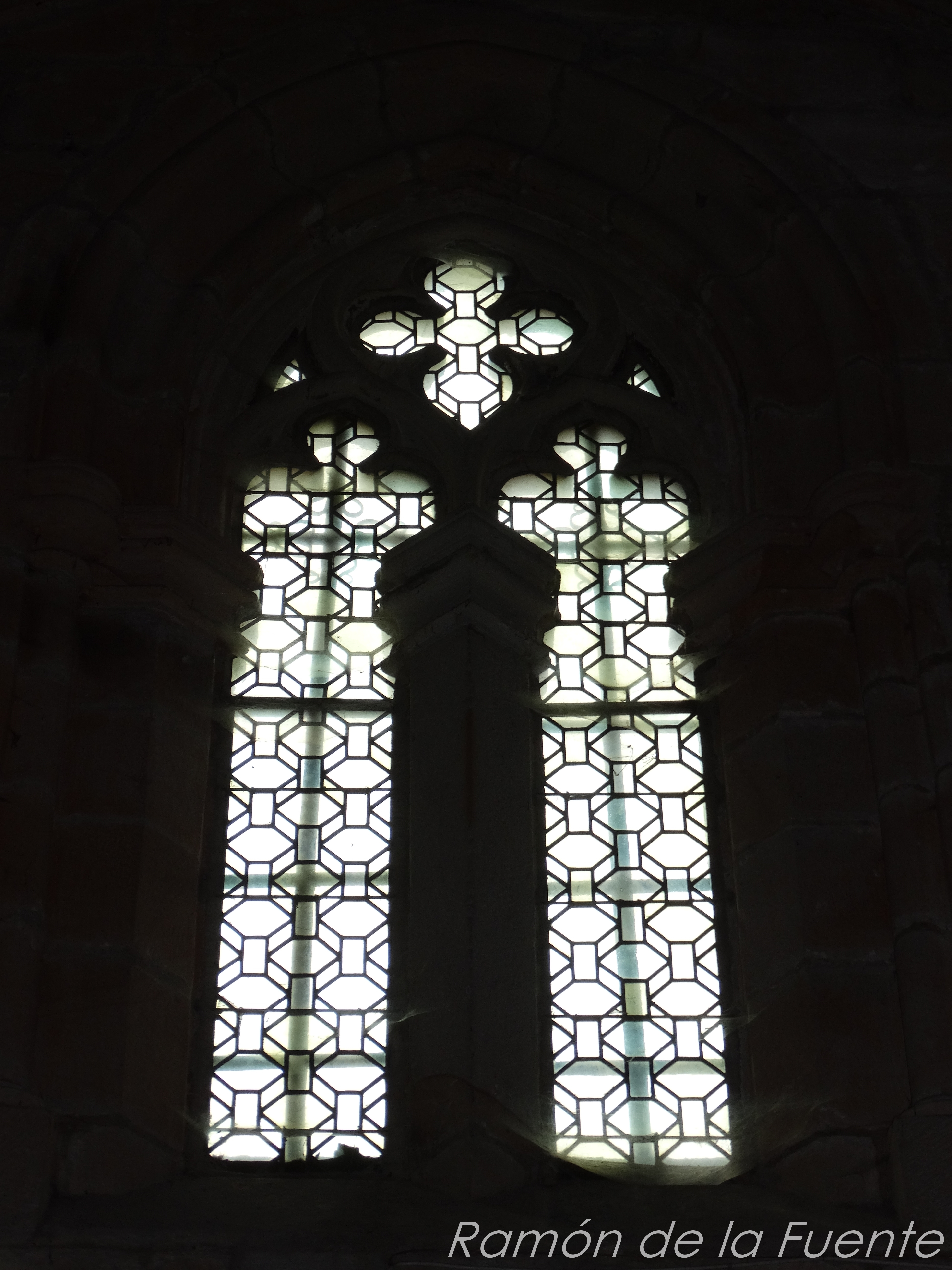
Vidriera gótica

En la fachada sur se encuentra el gran pórtico, abierto, de vigas de madera y tornapuntas, que se desarrolla en toda la longitud de la iglesia, enlazando los distintos volúmenes y épocas constructivas.
Protegido por él está la portada románica, compuesta por un primer hueco trilobulado y tres arquivoltas, las cuales descansan sobre capiteles sostenidos por semi-columnas de fuste liso con basas rectangulares. Sobre la portada existe un tejadillo rematado por canecillos y cornisa con punta de diamante. La puerta es de madera con herrajes en forma de flor de Lis. 
Sobre la portada hay un arco ojival, de apertura muy posterior. En la parte alta de la fase renacentista existen dos óculos polilobulados.
El interior del templo se encuentra abovedado. La fase románica se cubre con bóveda de crucería simple, cuya decoración se compone de cruces, flores y estrellas. La fase renacentista sigue el mismo tipo de bóveda en el ábside y segundo tramo. El primer tramo está cubierto por bóveda de terceletes con tracería recta. Las nervaduras que dividen el primero y segundo tramos se apoyan sobre columnas cilíndricas exentas, que no disponen ni de ábaco ni de basamento.